# Epipleoneura haroldoi
Epipleoneura haroldoi – gatunek ważki z rodziny łątkowatych (Coenagrionidae). Występuje w północnej części Ameryki Południowej; stwierdzono go w Brazylii (w stanach Amazonas i Pará), Kolumbii i Gujanie Francuskiej.